# 阿尼克什奇艾區
阿尼克什奇艾區是立陶宛烏田納縣内的市镇，行政中心为阿尼克什奇艾市。市镇面積为1,765平方公里，2020年人口数量为23,034人。